# Pere (abat de Sant Quirze, 1091-1093)
Pere (s. XI) fou un religiós català, abat de Sant Quirze de Colera entre almenys el 1091 i el 1093. Es documenta aquest abat quan el 1091 va assistir, al costat de molts altres càrrecs civils i diginitats eclesiàstiques, al judici que va tenir lloc a l'església de Santa Maria de Castelló per resoldre el conflicte sobre la possessió d'unes esglésies entre els monestirs de Sant Pere de Rodes i Sant Esteve de Banyoles.